# Seiz Breur
 (août 2025).
Si vous disposez d'ouvrages ou d'articles de référence ou si vous connaissez des sites web de qualité traitant du thème abordé ici, merci de compléter l'article en donnant les références utiles à sa vérifiabilité et en les liant à la section « Notes et références ».
Les Seiz Breur forment un mouvement artistique créé par un groupe d'artistes bretons entre les deux guerres mondiales. Il s'agit d'une union par cooptation lancée en 1923 (l'histoire a retenu que le 3 septembre 1923 Jeanne Malivel retrouve René-Yves Creston et son épouse Suzanne Creston au pardon du Folgoët et que c'est lors de cette rencontre que serait née l'idée de créer une confrérie d'artistes et d'artisans se donnant pour mission de renouveler l'art populaire breton) qui regroupa jusqu'à cinquante artistes sous le nom breton de Ar Seiz Breur (« Les sept frères », du nom traduit en breton d'un conte gallo collecté et illustré par Jeanne Malivel), puis, à partir de 1927, de Unvaniezh ar Seiz Breur (« Union des sept frères »), avant d'être dissous en 1947. Ce  mouvement, précurseur de l’art celto-breton moderne, a exercé une influence qui se fait sentir, encore aujourd’hui, dans la création et la culture bretonnes.
Parmi les membres de ce groupe, qui a compté en tout une soixantaine d'artistes (des peintres, des sculpteurs, des graveurs, des ébénistes, des céramistes, des brodeurs, etc.), les plus connus sont Xavier de Langlais, André Batillat, les époux René-Yves Creston et Suzanne Candré-Creston, Jeanne Malivel, Jorj Robin, Pierre Péron et Joseph Savina.

## Origine du mouvement

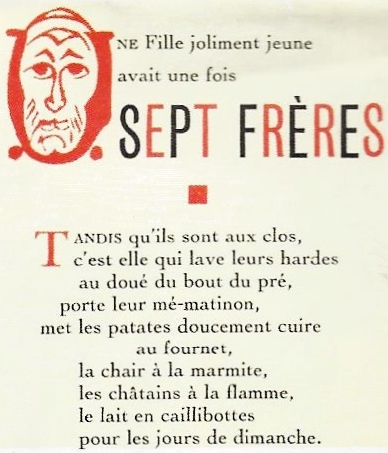
Le début du conte Les sept frères (Ar Seiz Breur), collecté par Jeanne Malivel.

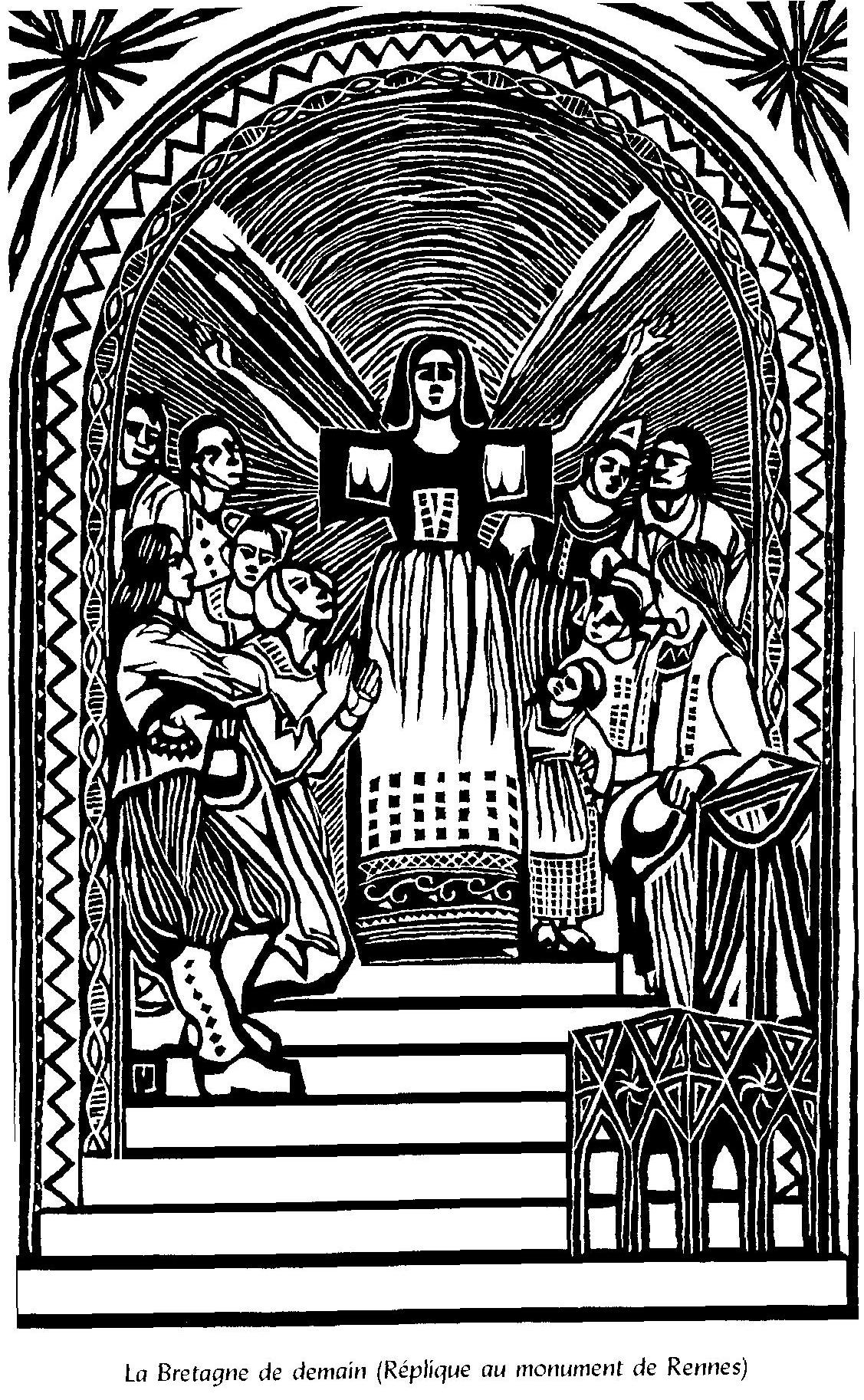
La Bretagne de demain, par Jeanne Malivel.

C'est une femme, la graveuse et décoratrice Jeanne Malivel (1895-1926), morte prématurément, qui joua un rôle important dans la fondation du mouvement, relayée ensuite par l'architecte James Bouillé et le peintre et graveur René-Yves Creston, ainsi que son épouse Suzanne Creston. Ces trois jeunes Bretons, artistes en arts décoratifs, se rencontrent en 1923 au pardon du Folgoët et décident d’œuvrer ensemble à la création d’un art breton moderne, alliant le meilleur de la tradition aux nécessités contemporaines. D'autres se joignent à eux comme Suzanne Candré et Georges Robin. « Ils rejettent une vision surannée de la Bretagne, déformée par le tourisme, à grand renfort de « biniouseries » et de folklore ».
Le nom qu’ils se choisissent, Ar Seiz Breur (Les sept frères collecté et illustré par Jeanne Malivel), se réfère à un conte gallo collecté par Jeanne Malivel, probablement pas en pays de Loudéac mais en pays de Rennes, comme l'a suggéré Jean Le Clerc de La Herverie dans un article de la revue Musique Bretonne (N° 149, mai-juin 1998, p. 22) : Sans doute noté vers 1919, sous la dictée de sa grand-mère paternelle, née Beaufils à Noyal-sur-Seiche. Une seconde version fut publiée en 1922, présentée sous forme de « nouvelle » ; et une troisième, posthume, notamment imprimée par Octave-Louis Aubert, qui reproduit en fac-similé un texte dactylographié, illustré de croquis soulignés d'une légende, un peu à la manière d'une B.D., une sorte de long poème en prose, publié au moins trois fois depuis la mort de l'auteur.
Par ailleurs, si ce récit peut être décrit comme une histoire d’abord malheureuse où la naïveté et la légèreté engendrent une tragédie mais où, ensuite, la pureté des intentions et l’acceptation des souffrances conduisent à la rédemption, prélude à une renaissance incarnée par sept enfants… Il semble pertinent de le réinscrire dans la vaste forêt des contes de tradition populaire, en tant que variante d'un type d'histoire fort répandu dans la culture de tradition orale ; il relève du no 451 de la classification internationale, selon Anti Aarne et Stith Thompson, portant généralement en français le titre générique de La petite fille qui cherche ses frères.

## Provenance de la démarche, pluralité artistique
Elle est basée sur la constatation de la stagnation de l’art breton traditionnel, si riche dans le passé, se figeant dans la répétition de recettes éprouvées, dont les œuvres sont qualifiées de biniouseries ou bretonneries, à laquelle on trouve différentes raisons, comme la diffusion par les médias d'une « nouvelle » culture différente de celle de la Bretagne. Ainsi les statues de style sulpicien détrônaient les vieilles statues en bois polychrome dans les églises, les motifs de broderie des journaux parisiens remplaçaient les dessins traditionnels sur les costumes. La diffusion du tourisme en Bretagne entraînait le maintien de poncifs, dont Théodore Botrel est l'archétype : « biniouserie » présente de la faïence à la carte postale, en passant par les meubles sculptés ou le costume traditionnel. Les Monuments aux morts de la guerre 1914-1918 standardisés par le choix sur catalogue du monument, le poilu ou le coq gaulois, dans un style souvent douteux, et mal adapté à l’architecture locale, étaient privilégiés par rapport au savoir-faire du tailleur de pierre local.
Pour les trois créateurs de Seiz Breur, l’art breton doit être l’expression de son âme vivante, c’est-à-dire en situation d’évolution, et non un catalogue d’œuvres anciennes. Il vise à la pluralité des disciplines et des techniques et au renouvellement de l'expression artistique bretonne. Les domaines illustrés par les Seiz Breur concernent l'architecture, l'artisanat, la décoration, la littérature, la musique, la peinture et la sculpture, la gravure sur bois, la céramique, le vitrail, la ferronnerie, l'ébénisterie, le textile, la fresque, l'illustration, la typographie, etc. Ils produisent des bannières brodées, des statuettes en faïence (en collaboration avec les faïenceries quimpéroises), des vêtements et objets liturgiques de caractère breton pour faire barrage à l’art sulpicien. Ils encouragent l'utilisation de matériaux nouveaux, tels le béton, ou de techniques nouvelles comme le photocollage ou le cinéma[réf. nécessaire]. Ils mettent en œuvre différents modes de diffusion : du livre à la carte postale, en passant par le timbre, le calendrier, le bijou, le meuble, le coussin brodé, la tasse à café ou l’affiche.
Les motifs les plus représentatifs dans l'art des Seiz Breur sont des dents-de-scies, spirales, triskels , hermines, palettes, plumes de paon, .. qu'ils font évoluer et modernisent en s'inspirant notamment de l'Art déco .
Leur devise est :
« Netra na den ne vir ouzimp kerzout war-du ar pal

Avel a-dreñv, avel a-benn, Seiz Breur, war-eeun ! »
« Rien ni personne ne nous empêcheront de marcher vers le but

Vent arrière, vent debout, Seiz Breur, tout droit ! »

## L'Exposition internationale des Arts décoratifs de 1925
Jeanne Malivel, après avoir été élève à l'École des beaux-arts de Paris, travaille dans un atelier d'art avec plusieurs femmes, puis décide de retourner à Loudéac vers 1922. Fin 1923, elle entreprend de réunir un groupe restreint d'artistes bretons pour proposer de prendre une part active à l'Exposition internationale des Arts décoratifs et industriels modernes qui doit se tenir à Paris en 1925. Elle est épaulée par René-Yves Creston, décorateur à La Turballe et son épouse, Suzanne Candré. S'y joignent ensuite Jorj Robin, Pierre Abadie-Landel, décorateur à Quimper, Christian Le Part et l'ébéniste, Gaston Sébilleau, sculpteur-meublier à Redon. Plusieurs autres entreprises de métiers d'art et d'artistes ou artisans bretons apporteront leur contribution.
Le groupe dépose un projet le 6 octobre 1923 auprès du comité de l'exposition, quelques semaines après la fondation du mouvement au Folgoët, dans le Finistère. A ce projet est préféré celui de Jean-Julien Lemordant, directeur d'un Comité des arts bretons, qui prévoit la création d'un pavillon nommé le Ty Breiz édifié avenue Dutuit, près du Petit Palais. Les Seiz Breur obtiennent la décoration et l'aménagement de la salle principale dénommée salle de l'Osté, représentant le Trégor et son patrimoine (mobilier, vaisselle, linge...). Ils doivent composer avec les réticences du Comité, à la vision artistique plus traditionaliste.
L'aménagement de cet espace comprend du mobilier aux formes modernistes (bonnetière, grand buffet, table, bancs, chaises, crédence), des ustensiles ménagers réalisés par la Faïencerie Henriot de Quimper, des vitraux, des tentures murales, des statuettes et des pichets de René Quillivic, qui accompagna les Seiz Breur sans en faire partie. Deux tissus de Jeanne Malivel, nommés "Fond de feuillage" et "Méandres", devaient être présentés mais ne sont pas réalisés à temps : seuls subsistent les cylindres d'impression de ces œuvres à Loudéac, où elle vécut. C'est finalement un tissu de Suzanne Candré-Creston qui habille la salle de l'Osté.
La médaille d'or est attribuée par le jury de l'Exposition au groupe et Jeanne Malivel reçoit un diplôme d'honneur pour des céramiques.
En Bretagne l'exposition de 1929 à Douarnenez à l'occasion du congrès du Bleun Brug fut un moment important : tous les principaux artistes du mouvement y exposent, y compris, à titre posthume, Malivel et Robin, ainsi que la faïencerie Henriot et l'architecture y est aussi représentée.

## L'Exposition universelle de 1937

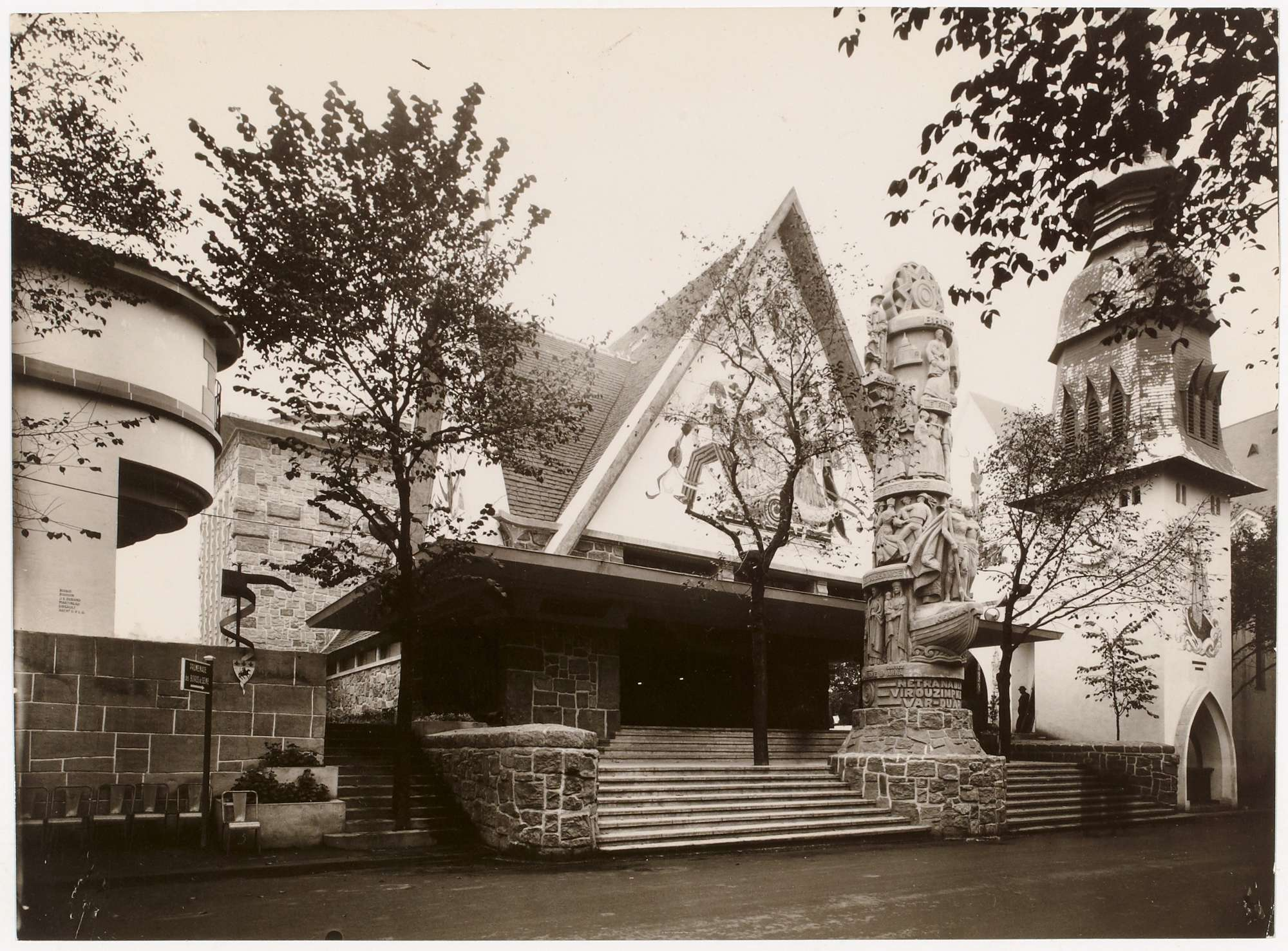
Vue sur la façade de l’entrée du pavillon de la Bretagne.

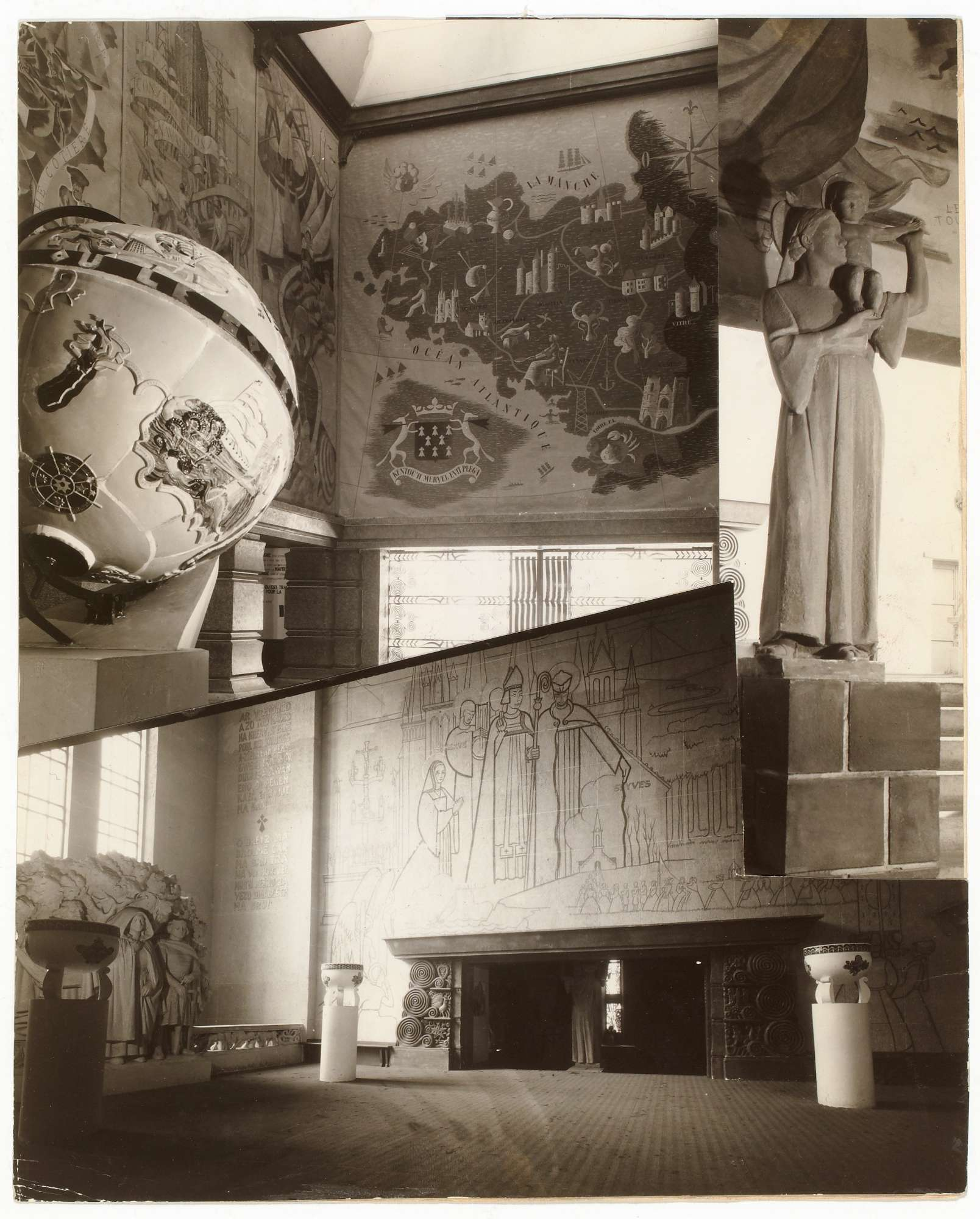
Montage de trois photographies sur la salle d’art religieux du pavillon de la Bretagne.

À l'initiative du conservateur du musée des beaux-arts de Nantes, Joseph Stany Gauthier, fortement appuyé par Octave-Louis Aubert, l'idée d'un Pavillon de la Bretagne avait été acceptée par le Comité d'organisation de l'Exposition universelle de 1937 qui devait se tenir à Paris. Il était convenu qu'il serait évité de donner une image trop convenue ou servile des traditions au profit d'aspects modernes en développant un art "celto-breton", inspiré en partie par l'art celtique ancien et les motifs décoratifs du Moyen-Âge irlandais. Le Pavillon de la Bretagne fut construit au milieu de vingt-sept bâtiments dévolus à dix-sept régions, qui constituaient le « Centre régional » de l'exposition, installé sur le quai d'Orsay. Le comité breton, chargé de donner des avis sur les projets au jury de l'Exposition fut donc constitué le 29 mars 1935 à Saint-Brieuc et était pour la plus grande part constitué de personnalités liées aux Seiz Breur, le secrétariat général étant attribué à René-Yves Creston.

## La revueKornog

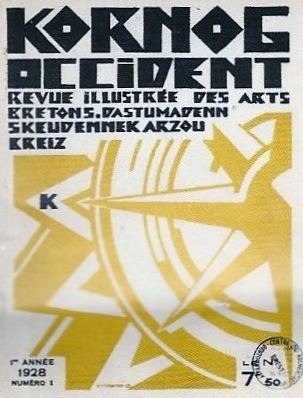
La première page du premier numéro de la revue Kornog, revue du mouvement Seiz Breur, en 1928.

Jeanne Malivel, qui avait été l'inspiratrice et l'organisatrice du mouvement, meurt le 2 septembre 1926 et c'est René-Yves Creston et son épouse, Suzanne, qui reprirent le flambeau et organisèrent une présence modeste dans un stand de la Semaine bretonne de Paris, en octobre 1926. Le mouvement, jusqu'ici fermé, mais qui intéressait de nombreux artistes et artisans, dut alors trouver des moyens de se faire connaître. Cela se fit par la revue Kornog : dastumadenn trimiziek skeudennet Arzou Breiz (Occident : revue trimestrielle illustrée des arts de Bretagne), lancée à la fin de 1927 et qui a pour but de chercher les conditions de « la création d'un art national breton moderne ». On y parle aussi du « mouvement national breton » et d'un éventuel « Salon des artistes celtes ». Les signatures de Paul Ladmirault et de Roparz Hemon indiquent l'influence croissante du nationalisme breton que la recréation, en 1923, du magazine politique Breiz Atao, suivi de la revue littéraire en breton, Gwalarn, en 1925, exerce sur le groupe d'artistes. Il s'agissait de « réveiller en Bretagne l'Art breton en s'appuyant sur le sentiment national et le développer selon ses directives propres en dehors de toute influence étrangère. ». Les sources d'inspiration devaient être prises dans l'art populaire qui a « une attitude de création, une fraîcheur d'imagination » en puisant « à la source du génie de notre race ». La démarche artistique était ainsi définie : « se suggérer une conception originale des formes décoratives et constructives, déterminées avant tout par la matière employée et par la destination de l'objet à réaliser. »
Conservant le chiffre sept, il fallait réunir sept disciplines ayant chacune sept branches. Les disciplines étaient l'architecture, l'artisanat, la décoration, la littérature, la musique, la peinture et la sculpture.

## Sources d'inspiration
On y trouve la mythologie celtique, aussi bien irlandaise que galloise, la pensée traditionnelle celtique, le druidisme, le légendaire breton, tels les thèmes de Brocéliande, le cycle arthurien, ou les thèmes populaires comme l'Ankou, l'histoire de la Bretagne, la religion avec des scènes de pardons ou de pèlerinages, la vie des saints traditionnels, et les fondateurs du monde celtique. Ils s'inspirent aussi de la vie quotidienne avec des thèmes traditionnels de la vie rurale ou maritime.

## Controverse
L'année 1942 voit la naissance de l'Institut celtique qui rassemble diverses personnalités de la vie bretonne, et certains membres de Seiz Breur (par exemple René-Yves Creston, Morvan Marchal, Abeozen et d'autres). Une partie des artistes passent du « Ni rouge, ni blanc, Breton seulement » au nationalisme breton, avec ses excès, alors que d'autres artistes du mouvement résistent, reflétant en cela la société de l'époque : d'une part des autonomistes, d'autre part des résistants (régionalistes, fédéralistes) et d'autres plus passifs ou attentistes. À la Libération, bien que plusieurs artistes aient été des résistants, d'autres (par exemple Fañch Éliès et Florian Le Roy participent à des émissions sur Radio Rennes Bretagne, qui est contrôlée par les services de propagande nazie, Morvan Marchal fréquente le service de renseignement des SS et Xavier de Langlais écrit des articles antisémites dans La Bretagne, un journal collaborationniste) se sont compromis dans la collaboration ; les membres d'Ar Seiz Breur, inquiétés comme l'ensemble du mouvement culturel breton, sont discrédités, dispersés et divisés, et leur histoire s’achève en 1948, en dépit d'une tentative de relance par René-Yves Creston.
Une importante exposition consacrée aux Seiz Breur, en 2000-2001 au musée de Bretagne à Rennes, n'a pas levé les ambiguïtés. Il n'y était pas davantage fait mention du passé résistant de plusieurs membres comme René-Yves Creston, Charles Penther, Gaston Sébilleau ou André Batillat. Cette exposition a suscité un profond écho et leur exemple nourrit encore de nombreuses recherches esthétiques. Plus significatif peut-être, c'est la première fois qu'une exposition d'une telle ampleur, itinérante en Bretagne, donnait lieu à une version du catalogue entièrement en breton.

## Chronologie
Les Seiz Breur se firent connaître par les expositions parisiennes de 1925 et de 1937 où des pavillons de la Bretagne leur permettaient de présenter des pièces décorées selon un style d'inspiration celtique, mais dépouillé.
- 1923 : début de collaboration artistique
- 1925 : participation à l’Exposition des Arts décoratifs à Paris, au titre de la section des Côtes-du-Nord avec la collaboration de divers artistes et artisans bretons, toutes disciplines confondues
- 1926 : mort de Jeanne Malivel
- 1928 : lancement de la revue illustrée Kornog (Occident) dans laquelle les membres de Seiz Breur exposent leurs théories. Le groupe devient Unvaniez Seiz Breur
- 1929 : exposition d’art breton des Seiz Breur à Douarnenez
- 1931 : la revue Keltia remplace Kornog
- 1937 : les Seiz Breur réalisent l’essentiel du pavillon de la Bretagne, exposition universelle de Paris
- 1939 : mobilisation de nombreux membres pour la Seconde Guerre mondiale
- 1940 : programme de Seiz Breur dans un manifeste en treize points
- 1940-1944 : dispersion des membres pendant la guerre. Expositions à Rennes ou Paris sous le nom de Eost Breiziz (Moisson bretonne)
- 1944 : Xavier de Langlais remplace René-Yves Creston à la présidence du groupe
- 1947-1948 : fin de l'activité en tant que groupe, le dernier secrétaire étant Rafig Tullou

## Membres notoires

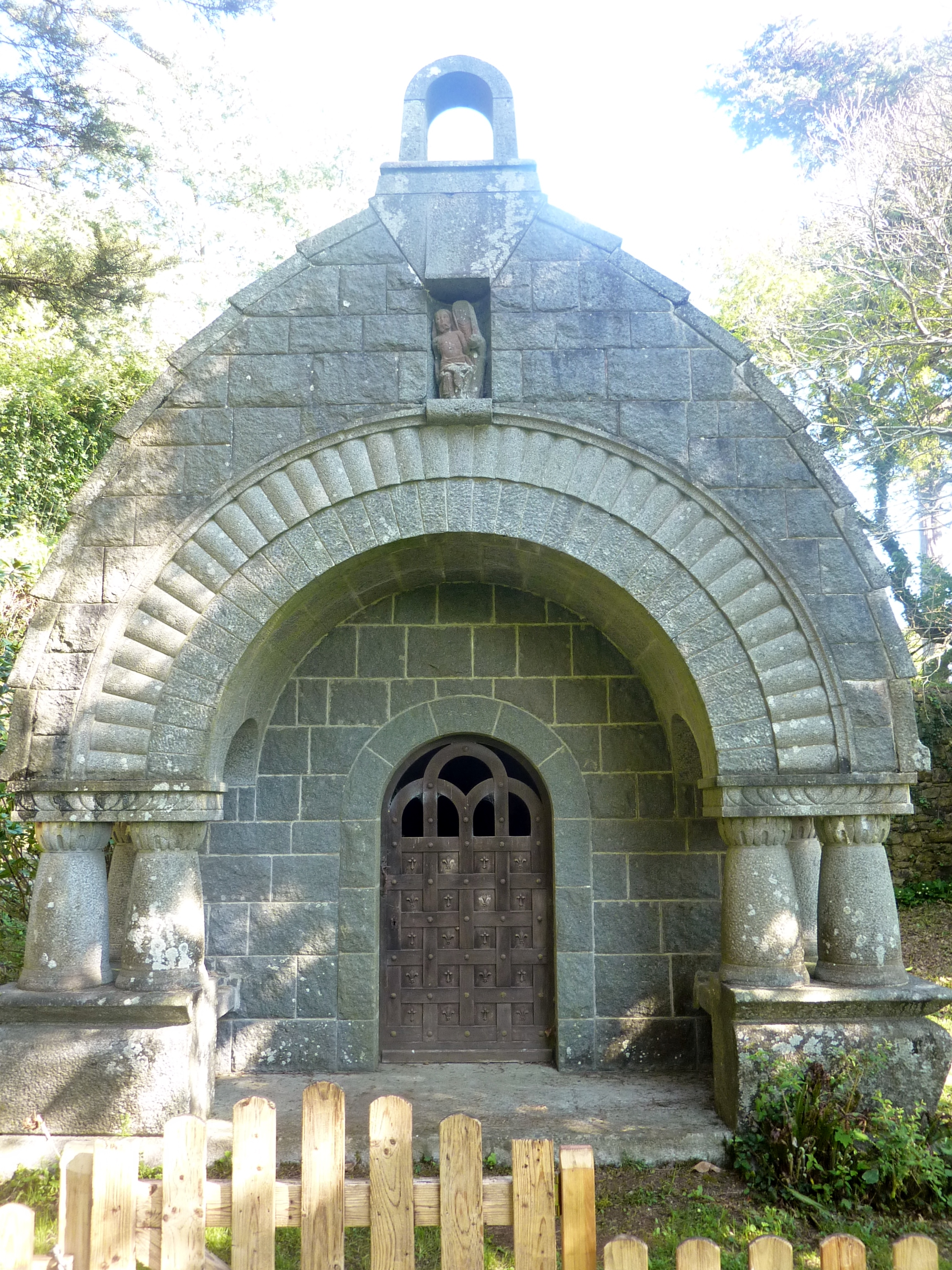
Île Tristan : la chapelle des aviateurs de style néo-breton (famille Richepin)

Parmi les noms importants, on relève :
- Jeanne Malivel
- Paul Ladmirault, Paul Le Flem et Jef Le Penven, musiciens
- Le peintre, graveur et romancier Xavier de Langlais (Langleiz)
- Les sculpteurs Rafig Tullou et Yann Goulet
- Le brodeur et sculpteur Jorj Robin
- Le styliste de haute couture Val Riou
- Les illustrateurs Robert Micheau-Vernez et Pierre Péron
- Les ébénistes Joseph Savina et Gaston Sébilleau
- Les architectes James Bouillé et Morvan Marchal
- Les maîtres verriers Paul et André Rault - Les Maîtres Verriers Rennais
- Les sculpteurs Jules-Charles Le Bozec, Jean Fréour et Francis Renaud
- L'écrivain Gwilherm Berthou Kerverziou
- Les éditeurs Herry Caouissin et Ronan Caouissin
- L'écrivain Jeanne Coroller-Danio (épouse Du Guerny)
- Le journaliste et romancier bretonnant Youenn Drezen
- Le luthier Dorig Le Voyer
- L'instituteur Yann Sohier, Yann Kerlann/Jean Delalande et Marc'harid Gourlaouen, promoteurs de l'enseignement du breton
- L'illustrateur et graveur Xavier Haas
- L'illustrateur de livres et peintre René-Yves Creston

et encore :
Pierre Abadie-Landel, Georges Arnoux, Robert Audic, Octave-Louis Aubert, André Batillat, Yves Berthou, Yvette Brelet, Suzanne Creston, S. Derrien, Edmond Derrouch, Fañch Elies (Abeozen), Francis Guinard, Jean Guinard, Marguerite Houel, Job Jaffré, Germaine Jouan-Creston, le Dr Roger Kervran, Lauvergeat-Brelet, Marc Le Berre, Marcel Le Louet, Christian Le Part, Régis de l'Estourbeillon, Florian Le Roy, Madeleine Lizer, Édouard Mahé, Jean Mazuet, Jean Merrien, Jacques Motheau, Michael O'Farrel, Francis Pellerin, Charles Penther, François Planeix, Yann Robert, Georges Rual, René Salaün, René Salmon de la Godelinais, Anne de Tourville, Robert Yan.